# Восковая тыква
Воскова́я ты́ква, или зи́мняя ты́ква, или зи́мняя ды́ня (лат. Benincasa hispida) — травянистая лиана, вид растений рода Бенинказа (Benincasa) семейства Тыквенные (Cucurbitaceae). Широко культивируется ради её очень крупных съедобных плодов, достигающих 2 м в длину.

## Описание
У недозревших плодов поверхность бархатистая, по мере созревания она становится гладкой и покрывается восковым налётом. Благодаря этому налёту плод восковой тыквы может храниться довольно длительное время после того, как его срезают. Первоначально растение культивировалось только в странах Юго-Восточной Азии, затем широко распространилось в странах Южной и Восточной Азии. Восковая тыква находит разнообразное кулинарное применение.

## Применение
Для созревания восковой тыкве требуется очень тёплая погода, но, несмотря на это, она может храниться долгое время. Поэтому её едят на протяжении всей зимы в таких странах как Китай, как один из немногих доступных овощей в зимнее время. По этой причине в Китае её называют «зимняя дыня». Закладывают на хранение уже в зимнее время, тыква хранится обычно до 12 месяцев.
В китайской кухне тыква обжаривается с мясом (свининой или говядиной) и идёт на основу для супа. Сам суп часто подаётся в вырезанной из тыквы чашке. Также из тыквы делаются разные кандированые сладости. Например, новогодние конфеты (táng dōng guā) которые специально готовят к новогоднему фестивалю. Ещё тыква используется в качестве начинки в одном из национальных китайских пирогов «Возлюбленная» (lǎopó bǐng). А также является основной начинкой для китайских и тайваньских "лунных" пряников приготовленных для праздника середины осени.
Восковая тыква также называется кандол, кондол или гондол на Филиппинах. Там из неё делают кандированые сладости и используют в начинке в национальных булочках (хопиа). Также является компонентами в некоторых национальных супах (сабау) и жареных блюдах (гюисадо).
В Северной Индии и Пакистане овощ используется для изготовления конфет петха. В южно-индийской кухне используется в составе для карри. Также в Индии есть блюдо из восковой тыквы с творогом или кефиром. В Аюрведе применяется для повышения аппетита, а свежий сок используется для лечения камней в почках. Семена приготовленные с молоком применяют для повышения количества сперматозоидов и для улучшения их подвижности.
Иногда из плодов делают своеобразные на вкус напитки с подслащённым карамельным сахаром для усиления вкуса. В Юго-Восточной Азии в магазинах можно встретить холодный чай из восковой дыни.
Побеги, усики и листья также могут использоваться в приготовлении пищи в качестве зелени.
Ломтики сушеной тыквы совершенно нейтральны по вкусу, поэтому красителями и ароматизаторами ей придают вкусо-ароматические особенности популярных фруктов, в том числе, в целях подделки продуктов.

## Галерея

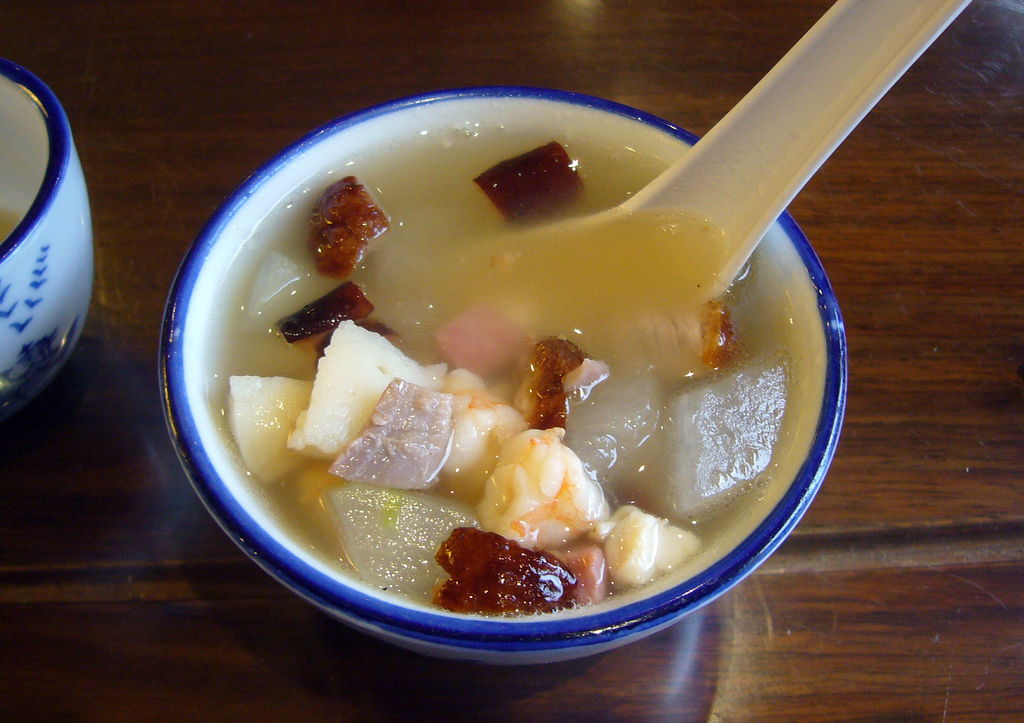
Маленькие чашки китайского супа из зимней дыни
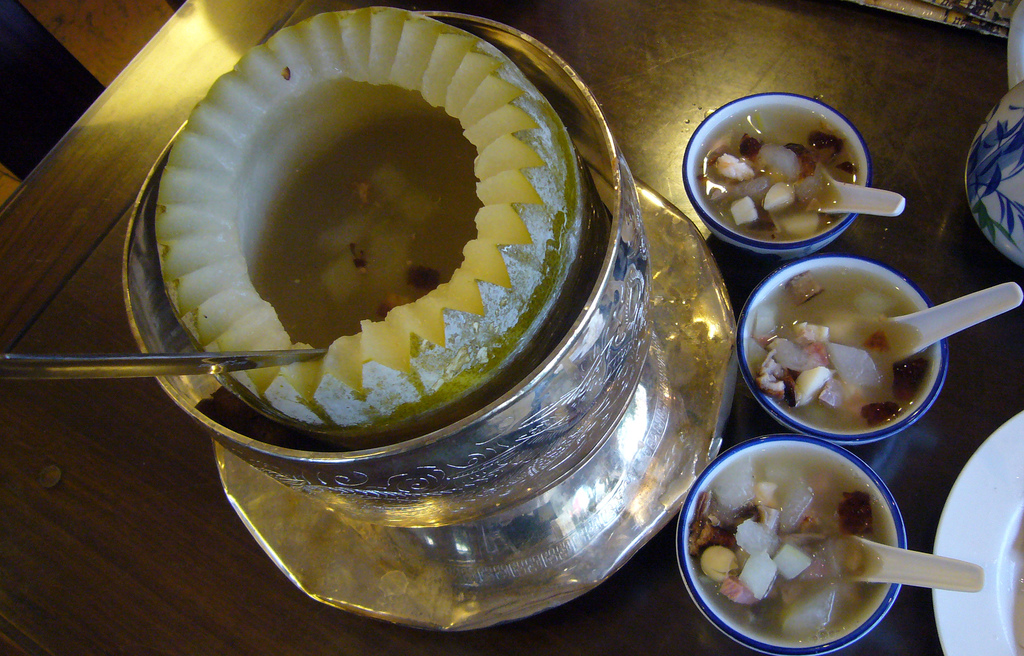
Зимняя дыня используется как чашка для супа из неё же
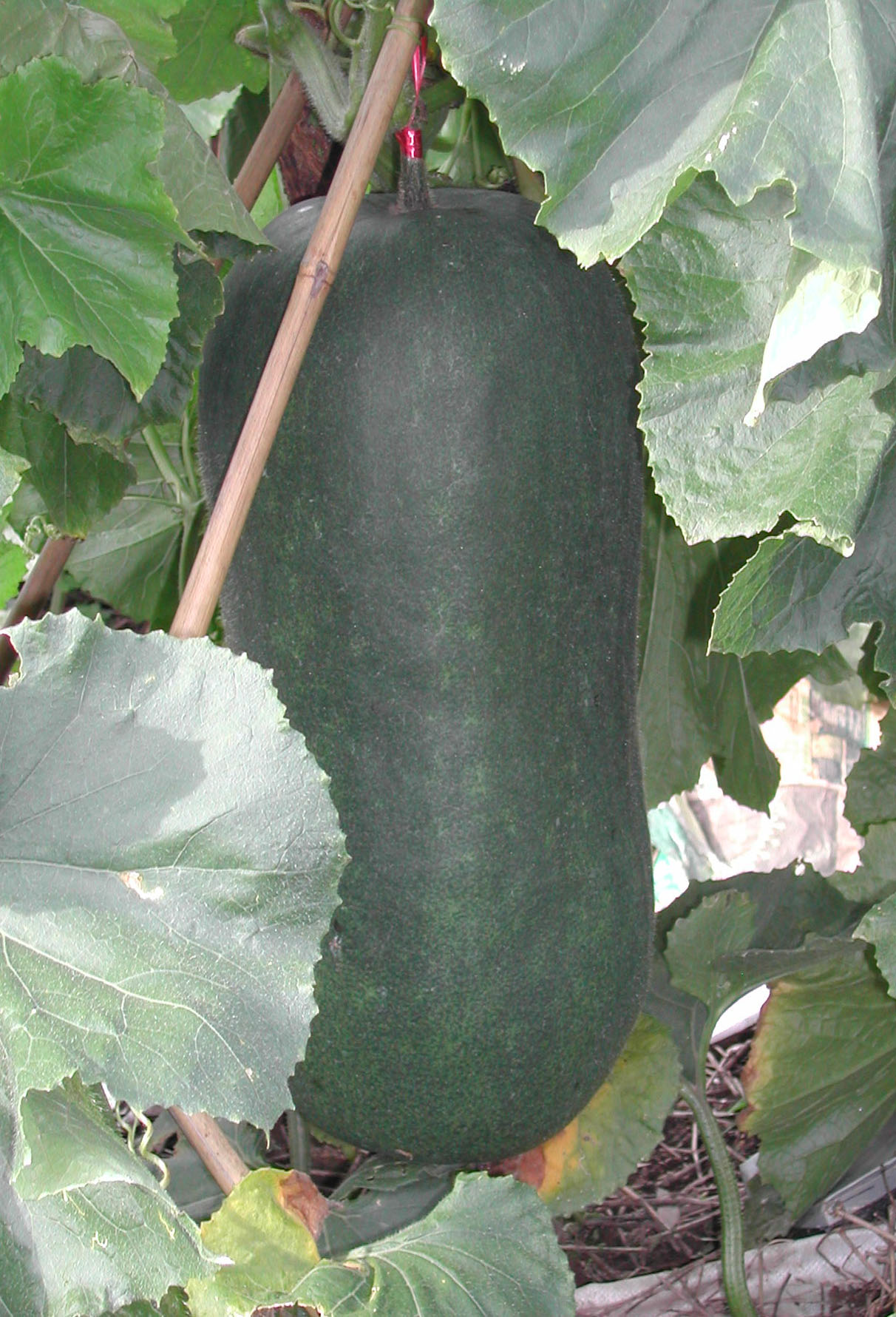
Восковая тыква
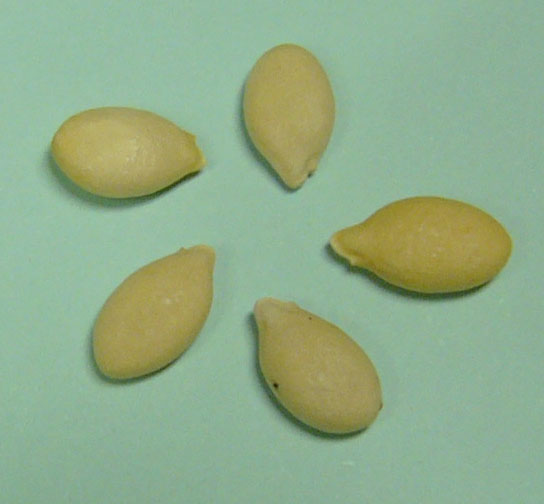
Семечки восковой тыквы, каждая семечка около ¾ см в длину
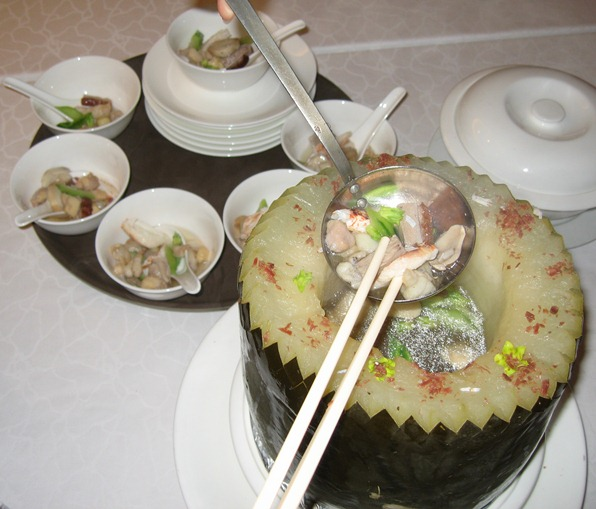
Суп из зимней дыни